# أندريه لوبيز
أندريه لوبيز (بالبرتغالية: André Lopes‏) (9 ديسمبر 1982 في البرتغال - ) هو لاعب كرة طائرة البرتغال في مركز ضارب خارجي ‏. لعب مع AS Cannes Volley-Ball ‏.